# Jörnsgården
Jörnsgården är en fastighet i Skellefteå kommun. Byggnaden uppfördes på 1950-talet av Jörns landskommun och användes som sjukhem, BB och folktandvård. Efter en brand 2009 har byggnaden aldrig renoverats. Den har senare omskrivits på grund av att den varit en del i vad som beskrivits som ett pyramidspel.

## Historia
Den uppfördes av Jörns landskommun i början av 1950-talet och användes då som bland annat sjukhem, BB och folktandvård.
I samband med kommunsammanslagningen, då Jörns landskommun uppgick i Skellefteå kommun, övergick även ägandet av fastigheten till Skellefteå kommun. I början av 1980-talet lades sjukhemmet ner. Marken behölls av kommunen men byggnaden såldes 1986 till Ungdomsmissionens vänner som där drev "Herrens hus” med bland annat biståndscenter och second hand-butik. År 1997 såldes byggnaden till föreningen Jörnsgården som bland annat bedrivit  företagshotell och vandrarhem. De lät anlägga två utomhuspooler och öppnade en badanläggning 1998 som 1999 hade 1 200 besök. År 2000 kompletterades anläggningen med en året-runt öppen bubbelpool. Dessutom har Röda korsets Kupan varit inhyrda i en del av huset. 
Byggnaden brann både 2004 och 2009. Vid branden 2009 förstördes hela taket och vindsvåningen, men ingen person kom till skada. Byggnaden ägdes då av en dansk företagare men ingen verksamhet bedrevs i huset. Byggnaden har därefter aldrig renoverats. År 2019 rapporterade P4 Västerbotten att byggnaden förvisso inte hyrdes ut men att den kommit att användas som lekplats för barn och ungdomar.
Under 2024 kunde SVT visa att byggnaden var en av ett 50-tal fastigheter i norra Sverige som köpts upp av företaget Sweden for invest AB. Byggnaden marknadsfördes som ett lyxhotell och ägarna skulle enkelt få uppehållstillstånd i Sverige. Fem av de nya ägarna kom då från bland annat Kuwait och Egypten. År 2024 ägdes byggnaden av sju olika delägare, varav alla var bosatta i andra länder än Sverige.
I december 2024 gjordes en besiktning av byggnaden, beställd av Skellefteå kommun. Av den besiktningen framgick att fönster, ytterdörrar, ytskikt och stomme var trasiga. Dessutom saknades yttertak och delar av ytterväggarna. Varken el, vatten eller ventilation fungerade och dessutom hittades mögel i byggnaden. Inga åtgärder hade vidtagits i april 2025. Därför fattades ett beslut av Skellefteå kommun att ge ägarna ett år på sig att vidta åtgärder för att renovera byggnaden, i annat fall skulle vite utgå. Det tidigare ägarbolaget "Sweden for Investment", hade då avregistreras och byggnaden ägdes då av bland annat två personer bosatta i Skåne.